# Kölemen Abdullah Pascià
Abdullah Pascià, o Abdullah Kölemen (Trebisonda, 1846 – Smirne, 1937), è stato un generale ottomano della prima guerra balcanica, e un noto comandante nella battaglia di Kirk Kilisse nel 1912, nella battaglia di Lule Burgas e nella battaglia di Adrianopoli (1913) in cui le forze ottomane furono sconfitte dai bulgari.

## Biografia
Nacque a Trebisonda nel 1846. Suo padre, Rüstem Bey, che era uno degli mamelucchi turchi, era nella cavalleria dell'esercito egiziano.
Si diplomò all''Alta Scuola militare Işıklar di Bursa nel 1875 e all'Accademia militare nel 1878 come ufficiale di cavalleria. Si diplomò all'Accademia militare nel 1881 come capitano di stato maggiore. Dopo essersi diplomato ad Harbiye, prestò servizio nell'esercito come capitano di stato maggiore e fu nell'Hejaz e in Yemen. Quando tornò a Istanbul, insegnò all'Accademia militare e lavorò come traduttore e assistente di Von der Goltz. Prestò anche servizio come addetto militare a Vienna. Fu assegnato a sopprimere la ribellione armena in Anatolia e divenne governatore di Mosul. Nel periodo successivo fu più volte inviato all'estero per incarichi temporanei di ambasciata. Nel 1904 divenne capo del Mabeyn Erkan-ı Harbiye e ricevette il grado di museir. Nel 1908 dopo la dichiarazione della monarchia costituzionale, divenne comandante della Quarta Armata ottomana. Nel 1910 fu retrocesso dalla carica e si dimise quando fu nominato primo ispettore redif nel 1911. Tuttavia, fu nominato comandante dell'esercito riunito in Albania e poi comandante dell'esercito occidentale anatolico.
Quando scoppiò la prima guerra balcanica, sebbene fosse contrario a questa guerra, assunse controvoglia il comando dell'esercito della Tracia orientale. Quando fu nominato comandante, fece la seguente dichiarazione che prediceva l'esito della guerra: "Non siamo nemmeno in grado di trattare solo con la Bulgaria tra gli stati balcanici. Lo stato delle nostre forze armate è devastato. Se riusciamo a fermare il nemico a Çatalca, è un successo".
Non ebbe successo a Lüleburgaz e Kırklareli contro l'esercito bulgaro e si ritirò a Çatalca. Subito dopo questo fallimento fu licenziato e si ritirò.
Pubblicò le sue memorie in un libro nel 1917.
Durante il periodo dell'armistizio, prestò servizio come ministro della guerra per 38 giorni nel governo di Tevfik Pasha, tra l'11 novembre 1918 e il 19 dicembre 1918.
Morì a Smirne nel 1937.